# Martha Israel
Martha Israel (sorbisch Marta Israelowa; geboren am 18. November 1905 in Lohsa; gestorben nach 1967) war eine sorbische Abgeordnete der Volkskammer der DDR.

## Leben
Martha Israel wurde als Tochter eines Arbeiters geboren. Nach dem Besuch einer Volksschule war sie als Hausgehilfin und Angestellte tätig. Nach dem Zweiten Weltkrieg begann Israel, sich zunächst ab 1947 im Demokratischen Frauenbund Deutschlands (DFD) zu betätigen. 1952 wurde sie Mitglied der SED. In der Folge besuchte sie von 1953 bis 1954 die Bundesschule des DFD. Zeitgleich war Israel ab 1953 auch Stadtverordnete in Spremberg sowie Vorsitzende des Spremberger Kreisverbandes der Domowina und zeitweise Mitglied des Domowina-Bezirksvorstandes Cottbus. Als Kreisvorsitzende fühlte sie sich in der vor Ort aus sorbischer Perspektive schwierigen Situation von der Domowina-Führung in Bautzen und Cottbus allein gelassen und beklagte sich in ihrem persönlichen Umfeld über die mangelnde Unterstützung.
1958 wurde Israel zunächst als Nachfolgekandidatin der Volkskammer gewählt. 1959 bis 1962 war sie Mitglied der SED-Bezirksleitung Cottbus. Während dieser Mitgliedschaft besuchte sie 1961 für einige Zeit die Bezirksparteischule in Großräschen. Auf der 26. Sitzung der 3. Volkskammer am 17. April 1963 wurde Martha Israel offiziell als Nachfolgerin des aus gesundheitlichen Gründen ausgeschiedenen SED-Abgeordneten Max Müller vorgestellt. Auch in der nächsten Legislaturperiode saß Martha Israel, diesmal als Abgeordnete des DFD, von 1963 bis 1967 in der Volkskammer. Ihre letzte bekannte Tätigkeit war Sachbearbeiterin für das Neuererwesen im Kombinat Schwarze Pumpe.

## Auszeichnungen
Martha Israel wurden verschiedene Auszeichnungen zuteil, unter anderem:
- Verdienstmedaille der DDR
- Medaille für ausgezeichnete Leistungen
- Clara-Zetkin-Medaille
- Ehrennadel der Nationalen Front
- Ehrennadel des DFD in Silber[3]

## Darstellung Martha Israels in der bildenden Kunst der DDR
- Dieter Dressler: Martha Israel (1963, Öl)[4]